# Бисерци
Бисерци (болг. Бисерци) — село в Болгарии. Находится в Разградской области, входит в общину Кубрат. Население составляет 1 263 человека.

## Политическая ситуация
В местном кметстве Бисерци, в состав которого входит Бисерци, должность кмета (старосты) исполняет Ирфан Мюзелифов Алиосманов (Движение за права и свободы (ДПС)) по результатам выборов.
Кмет (мэр) общины Кубрат — Ремзи  Халилов Юсеинов Движение за права и свободы (ДПС)) по результатам выборов.